# Pietro Antonio Ferro
Pietro Antonio Ferro (Ferrandina, 1570 – ...) è stato un pittore italiano.

## Biografia e opere
I suoi estremi anagrafici sono incerti, sia riguardo alla data di nascita, valutata intorno al 1570, sia relativamente alla località; tuttavia in un contratto stipulato nel 1601 si dichiarò "pictore de tera Ferandina" mentre in atti successivi viene indicato come "pictore della città de Tricarico", per cui è ipotizzabile che, nativo di Ferrandina, si sia poi trasferito nella città di Tricarico, centro in cui visse stabilendosi nel palazzo riconosciuto come palazzo del pittore Ferro in una veduta del 1605. Ebbe due figli, Carlo e Giovanbattista, entrambi pittori. Sebbene sia stato attivo in gran parte della Basilicata e soprattutto nell'attuale provincia di Matera, in particolare nei comuni facenti parte dell'allora diocesi di Acerenza e Matera, è rimasto sconosciuto a lungo e la sua prima menzione si deve a Wart Arslan nel 1928, che però lo citò come Ferri.
Le opere da lui firmate vanno dal 1601 al 1634; il primo decennio dell'attività di Pietro Antonio Ferro è caratterizzato da opere didascaliche in cui il messaggio controriformato veicolato dal soggetto sacro prevale sullo stile. La sua prima opera documentata è una Immacolata con i santi Francesco e Antonio nella chiesa di San Michele a Pomarico. Seguono negli anni un'altra Immacolata nella chiesa dei Cappuccini a Ferrandina, una Decollazione del Battista del 1606 e una Madonna del Carmine col Battista e san Francesco nella chiesa parrocchiale di Pietrapertosa, una Madonna con bambino e i santi Bartolomeo e Martino del 1607 nella chiesa madre di Santa Maria Maggiore a Miglionico, e il Martirio di sant'Erasmo, sempre risalente al 1607, nella Cattedrale di Santa Maria Assunta a Tricarico.

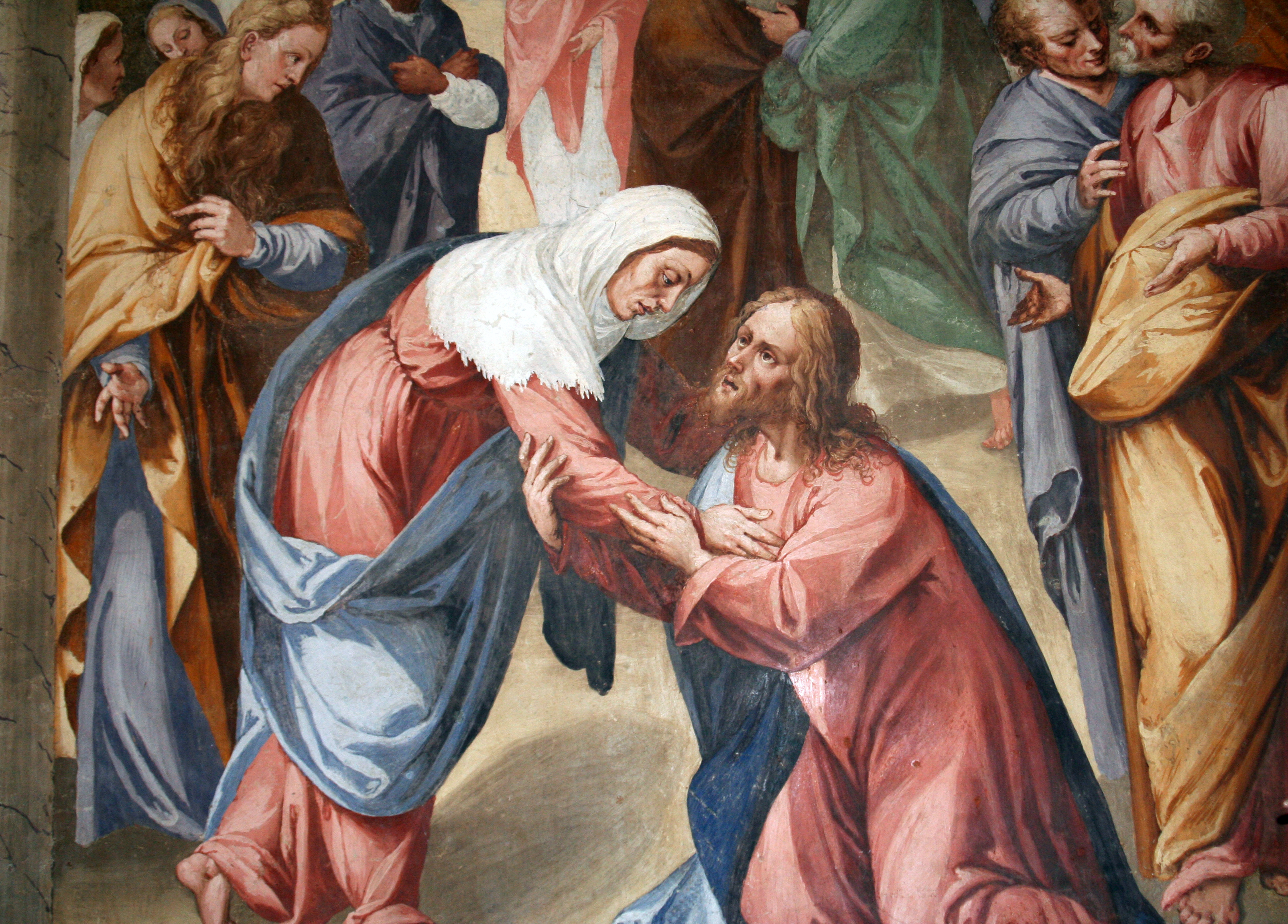
Affresco - Chiesa del Carmine di Tricarico

Nel secondo decennio il pittore si iniziò ad affrancare dai confini del manierismo pietistico e devozionale tipico del conterraneo Pietrafesa, a favore di nuovi spunti originali e una buona dose di decorativismo; al 1611 risale il ciclo affrescato nella chiesa di Santa Chiara a Tricarico, e l'anno successivo iniziò la grande impresa della decorazione ad affresco della chiesa del Carmine, sempre a Tricarico, dove eseguì anche la pala con il Crocifisso e i santi Nicola, Francesco e Caterina. I lavori si conclusero il 1616. Nel 1618 eseguì la tela della Madonna con bambino e i santi Francesco e Maddalena nella chiesa di Sant'Antonio a Pisticci, mentre al 1621 risale quella della Madonna con bambino e i santi Francesco ed Eligio nella chiesa di San Francesco a Tolve.
Nella terza e ultima fase, il pittore sperimentò i nuovi portati della pittura caravaggesca, e a questa fase risale il momento più rappresentativo del Ferro; tra il 1621 e il 1623 eseguì altri dipinti per la chiesa di San Francesco a Tolve, tra cui lo Svenimento della Vergine ai piedi della Croce con i santi Antonio Abate, Leonardo e Chiara. Al 1622 risale un'Annunciazione nella chiesa del Purgatorio di Irsina, e al 1624 la Madonna con bambino e i santi Felice da Nola, Bernardino da Siena e Lucia nella chiesa di Sant'Antonio ad Avigliano. Nel 1625 dipinse un'altra Madonna con bambino e i santi Francesco e Antonio nella chiesa di Sant'Antonio a Pomarico, e infine la sua ultima opera firmata è la Deposizione datata 1634 nel duomo di Tricarico.
Oltre a quelle firmate, numerose altre opere presenti in Basilicata sono attribuite all'artista; dopo il 1634 continuò a collaborare con i figli Carlo e Giovanbattista e probabilmente nel 1642 smise di lavorare lasciando ai figli la decorazione del chiostro del Carmine a Tricarico. Nel 1652 era ancora in vita, e non si hanno notizie certe circa la sua morte.